# ジャン＝ポール・ベルモンドの交換結婚
『ジャン＝ポール・ベルモンドの交換結婚』（ジャン＝ポール・ベルモンドのこうかんけっこん、Docteur Popaul）は1972年のフランスのコメディ映画。クロード・シャブロル監督の作品で、出演はジャン・ポール・ベルモンドなど。フランスでは、200万人以上の観客を動員した。

## ストーリー
大のプレイボーイで、ポポールという名で通っていた医学生のポール・シメイ。美人に飽きた彼は友人と、いわゆる「ブス」を口説き落とすゲームを始めたところ、本当にブスにしか目が行かなくなってしまう。
ある日、彼は理想のブスであるクリスティーヌと出会い結婚することとなる。だが、彼女には美人な妹マルティンがいた。ポールはマルティンに浮気し、子供を産ませてしまう。
妹の結婚を妨害、子供まで産ませてしまった夫ポールに対し、クリスティーヌは復讐を決意するのだった。

## キャスト
※括弧内は日本語吹替（初回放送1978年8月28日『月曜ロードショー』）
- ポール・シメイ：ジャン＝ポール・ベルモンド（山田康雄）
- クリスティーヌ：ミア・ファロー（宗形智子）
- マルティン：ラウラ・アントネッリ
- ベルティエ：ダニエル・イベルネル